# Бронфман, Роман
Роман Бронфман (род. 22 апреля 1954) — израильский русскоязычный политик, одна из ключевых фигур в политической организации русскоязычных репатриантов Израиля; один из основателей русскоязычной партии «Исраэль ба-Алия»; основатель русскоязычной партии «Демократический выбор».

## Биография

### Рождение и начало университетской карьеры
Роман Бронфман родился 22 апреля 1954 года в городе Черновцы, Украинская ССР. Атмосфера космополитизма родного города, где «один житель из трёх» был евреем, оказала серьёзное влияние на формирование его политических взглядов. Окончив факультет филологии Черновицкого государственного университета, Роман Бронфман начинает преподавательскую и научную карьеру.

## Политическая карьера

### «Авода»
После алии в 1980 году Роман Бронфман продолжил университетскую деятельность, одновременно начиная заниматься журналистикой. Бронфман, в частности, был главным редактором газеты «Время» (1993)[уточнить].
Политическая карьера Романа Бронфмана начинается в 1991 году со вступления в «Аводу», где он активно участвует в разработке программ абсорбции новых репатриантов. В 1992 он возглавил пропагандистский штаб предвыборной кампании Ицхака Рабина[уточнить].
В 1993 году Бронфман становится одним из первых репатриантов из бывшего СССР, сумевших войти в городской совет крупного города — Хайфы. Занимал посты вице-президента и президента Сионистского форума.

### «Исраэль ба-Алия» и «Демократический выбор»
Уйдя из «Аводы» в 1996 году из-за разногласий по поводу политики абсорбции Бронфман создает с Натаном Щаранским «Исраэль ба-Алия» — первую русскоязычную партию Израиля, сумевшую пройти в кнессет (на выборах того же года). В 1999 году в ходе своей второй каденции в кнессете Роман покидает «Исраэль ба-Алия» и создаёт партию «Демократический выбор».
В 2003 году «Демократический выбор» присоединяется к списку партии «Мерец» для участия в выборах того же года. Эта каденция в кнессете стала для Бронфмана последней в карьере; после 2006 года он уже не попадал в израильский парламент.

### Позиции вокруг арабо-израильского конфликта
Кроме защиты интересов русскоязычных репатриантов, Роман Бронфман всегда ставил цель достижения мирного размежевания израильтян и палестинцев, активно поддерживая принцип двух государств.
В своей статье «Гонконг Ближнего Востока» Бронфман, в частности, настаивает на модели двух государств как на единственно возможном способе существования Израиля как государства одновременно еврейского и демократического. Статья также поддерживает Арабскую мирную инициативу.
В 2002 году Бронфман выдал членам молодёжной организации «Зелёная черта» пропуски, по которым они смогли проникнуть в кнессет и устроить манифестацию против военной операции «Защитная стена» на территории Западного берега реки Иордан, развернув перед чрезвычайной комиссией депутатов плакаты с надписью «Кабинет Ариэля Шарона готовит новый Ливан!», изготовленные «в его кабинете из материалов, которые он им предоставил». В том же году Бронфман выступил «от имени репатриантов-выходцев из СНГ» в поддержку офицеров ЦАХАЛа, публично отказавшихся от службы на территориях Палестинской национальной администрации (ПНА).
В 2003—2004 годах Бронфман создаёт парламентскую группу Machsom Watch по названию неправительственной организации израильских женщин Machsom Watch, позиционирующей себя как «антиоккупационная» и выступающей за свободное перемещение жителей ПНА через на КПП на её территории и между ПНА и Израилем. В сотрудничестве с парламентской группой организация наблюдала за израильскими КПП на Западном берегу р. Иордан.

## «Миллион, который изменил Ближний Восток»
В 2012 году Роман Бронфман публикует совместно с Лили Галили книгу «Миллион, который изменил Ближний Восток. Советская алия в Израиль». Книга посвящена обзору двадцатилетней истории репатриации (бывших) граждан СССР в Израиль.